# Contrôle industriel
Le contrôle industriel regroupe un ensemble d'activités techniques et de technologies destinées à l'automatisation des procédés et de systèmes de fabrication industrielle. Les domaines de compétence du contrôle industriel vont de la conception d'installations, à la réalisation, l'exploitation et la maintenance.

## Définition du contrôle industriel
Le contrôle industriel a fortement évolué ces dernières années en accompagnant la progression des systèmes d’information omniprésents dans toutes les composantes de l’entreprise industrielle. Toutefois, la technologie et le développement des systèmes d’exécution de la production n’ont pas changé de façon significative la vision d’ensemble du contrôle industriel. On considère généralement que l’activité de production est réalisée par le biais de 3 entités :
- Les hommes : les personnes qui travaillent et l’entreprise à laquelle ils appartiennent
- Les équipements : les éléments physiques qui assurent l’activité ou dans lesquels l’activité se déroule
- Les systèmes : le système d’information et tous les éléments qui s’y rattachent. Le poids respectif de ces entités indique le degré relatif d’automatisation. Par exemple, si les investissements en termes d’équipements et de systèmes sont faibles, les hommes feront l’essentiel du travail. Inversement, des investissements élevés sur ces points entraîneront une part humaine relativement faible.

Les recouvrements entre ces 3 entités définissent 3 interfaces :
- L’interface entre les systèmes et les équipements : l’instrumentation
- L’interface entre les systèmes et les hommes : les dispositifs de contrôle et de surveillance (IHM, superviseurs)
- L’interface entre les hommes et les équipements : les interactions physiques directes entre les opérateurs et les équipements dans les opérations manuelles d’exploitation.

Le contrôle industriel comprend les systèmes et leurs interfaces avec les Hommes et les équipements.
Le métier est représenté au sein du concours des Olympiades des métiers par le métier 19, contrôle industriel.

### Systèmes
Les éléments techniques du contrôle industriel par rapport aux dimensions techniques et organisationnelles précédemment définies
- ERP, gestion mutualisée des ressources
- MES, collecte de données et analyses avancées
- SCADA, supervision, télégestion et contrôle à distance
- Contrôle-commande
- Fonctions locales :
  - asservissements et régulateurs locaux
  - linéarisation
  - étalonnage et diagnostics automatiques
  - Bus de terrain
- Automates, SNCC, cartes électroniques, calculateurs
- Systèmes de sécurité
- Réseaux, câblages

### Interface avec les hommes
- Terminaux de gestion et de pilotage
- Superviseurs
- Terminaux d’atelier
- Indicateurs locaux

### Interfaces avec les équipements
- Analyseurs et capteurs
  - Capteurs de mesure de pression, débit, poids, température, vitesse, position…
  - Comptage
  - Analyseur in-situ et échantillonneurs
  - Capteurs tout-ou-rien de position, fin de course, détections de seuils...
- Actionneurs
  - Moteurs
  - Variateurs de vitesse
  - Servomoteurs et vérins
  - Vannes réglantes
  - Vannes tout-ou-rien

## Différents angles de vue du contrôle industriel
Le contrôle industriel peut être considéré sous les angles de vue suivants :

### Cycle de vie

#### Construction
La construction comprend l’expression du besoin, la spécification, la conception, la réalisation et la qualification du système. Pendant la construction du système de contrôle, il existe une interaction forte avec les autres corps de métier de l’ingénierie.

#### Exploitation
Les préoccupations de l’exploitant concernent la sécurité, la fiabilité, l’ergonomie des interfaces
homme-machine, la formation des exploitants.

#### Maintenance
La maintenance évolue parallèlement à l’exploitation, elle assure la jonction entre construction et exploitation en prenant le relais de la phase de construction pour assurer la bonne marche de l’installation et assurer son évolution, tout en assurant la continuité de service des installations. Par souci d’efficacité, certaines activités de maintenance sont intégrées dans l’activité d’exploitation

#### Démantèlement
Démontage, recyclage, récupération, restitution du site… Un élément parfois oublié qui reprend de l’importance dans un souci de respect de l’environnement et de valorisation des actifs en fin d’amortissement.

### Vue économique

#### Analyse de la valeur
Analyse de la valeur et indicateurs de performance des projets sont aujourd’hui considérés avec un intérêt tout particulier. Le contrôle industriel prend une part significative dans les performances du système de production en assurant son efficacité optimale.

#### Amélioration des performances
Comme toute fonction de l’entreprise, le contrôle industriel est concerné par l’amélioration des performances économiques de l’entreprise. Ce rôle est d’ailleurs considérable autant par la visibilité qu’il offre sur l’outil de production dans toute sa durée d’exploitation que par les moyens d’utilisation efficace de ses ressources qu’il permet.

#### Indicateurs
Dans un processus industriel, il est possible d'avoir des indicateurs tels que :
- TRS : Taux de rendement synthétique ;
- TRG : Taux de rendement global.

### Vue scientifique

#### Innovation technologique
Le contrôle industriel s’appuie largement sur les technologies de l’information en plein essor. L’innovation technologique s’appuie sur la Recherche et Développement, la veille technologique, le transfert des connaissances, la formation technique, la normalisation…

#### Normalisation
La normalisation surtout au niveau international offre un appui indispensable pour l’innovation technologique. Elle comprend aussi bien les circuits normatifs officiels que les travaux de groupes indépendants qui canalisent les développements.

## Domaines techniques du contrôle industriel
(janvier 2009).

### Instrumentation
- Capteurs
- Analyse
- Tests
- Vannes
- Contrôle de vitesse, mouvement, position
- Électro-Optique, (laser, optoélectronique, fibres optiques)
- Vision
- Micro/nano systèmes électromécaniques

### Mesure
- Langages
- Régulation et Contrôle avancé
- Contrôle distribué
- Contrôle Batch
- Commande numérique des machines-outils

### Sécurité
- Systèmes de sécurité(ESD:Emergency Shut Down)
- Systèmes de protection gaz et incendie(F&G:Fire and Gas)
- Gestion des brûleurs(BMS:Burner Manager System)
- Sécurité du personnel
- Sûreté du logiciel

### Constituants des systèmes
- Systèmes de contrôle-commande (Automates, SNCC)
- IHM, superviseurs
- Télémétrie, Réseaux & Communication,

### Robotique et systèmes experts
- Raisonnement automatisé, intelligence artificielle, systèmes experts
- Capteurs robotiques et Vision
- Systèmes robotiques spatiaux et industriels
- Télé-exploitation

### Productique
- Planification, ordonnancement de la production
- Systèmes d’information de production, (MES)
- Traitement et gestion des données
- Intégration logistique de la production (B2M)

### Génie électrique
- Courants forts
- Courants faibles : téléphonie, installation des réseaux filaires et non filaires, liaisons discrètes
- Éclairage

### Conception et construction
- Intégration des systèmes
- Gestion des projets de construction
- Mise en service

## Aspects humain et organisationnel

### Ergonomie
Si les systèmes informatiques communiquent facilement entre eux, leurs interfaces avec le monde extérieur (les hommes, les
procédés) posent des problèmes particuliers. L’interface Homme-Système, qui nous intéresse dans le Contrôle Industriel, doit progresser, la débauche de moyens logiciels des superviseurs a parfois des effets néfastes sur l’efficacité de la communication avec l’opérateur.

### Gestion du changement
L’installation d’un nouveau système ou son évolution entraîne des changements importants dans l’environnement de travail des exploitants. De la même façon, la mise en œuvre de nouvelles méthodes, de nouvelles technologies perturbent l’activité des acteurs du Contrôle industriel. La gestion du changement est un aspect fondamental pour que les systèmes de contrôle remplissent leur rôle. La formation est un des éléments clé de la gestion du changement.

### Formation
On parle plus souvent de Formation que de Gestion du changement. La formation est essentiellement une composante du changement, mais on peut la considérer à part.

### Aspect social
L’automatisation a longtemps été synonyme de réduction d’effectifs. La mode de l’ « usine sans lumière » est toutefois passée, et on sait aujourd’hui que l’automatisation des processus doit laisser une part active à l’homme, seul composant réellement intelligent du système.

### Organisation
Les hommes et les métiers du Contrôle Industriel sont placés dans une structure hiérarchique comparable aux autres domaines fonctionnels de l’entreprise.

## Secteurs industriels concernés
Selon le métier, le contrôle industriel est souvent perçu et appliqué de façon spécifique. Les secteurs industriels suivants sont proposés (les services ou les infrastructures ne sont pas cités) :
- Aérospatiale et aéronautique
- Agroalimentaire
- Automobile
- Chimie
- Communications et transport de données
- Énergie et utilités
- Eaux et retraitement des eaux usées
- Environnement
- Équipements et machinerie industriels
- Instruments industriels et médicaux
- Mines et métaux
- Pétrole et raffinage
- Pharmacie
- Pulpe et papier
- Textiles
- Verre et céramique

## Attentes de la profession
Les professionnels du contrôle industriel doivent faire face à trois problèmes principaux :
- l’évolution technologique qui leur permet difficilement de conserver le niveau d’expertise requis pour effectuer les meilleurs choix dans leurs projets
- La situation particulière du contrôle industriel à la jonction entre l’outil industriel et le domaine opérationnel de la production
- L’exigence de perfection du fonctionnement des systèmes de contrôle qui conditionne directement la capacité effective du système de production. Il en résulte une sollicitation permanente et un niveau d’activité important qui leur laisse peu de temps pour résoudre les difficultés, pour se former et pour participer aux actions normatives ou associatives.

Les attentes les plus sensibles pour lesquelles les associations visent à apporter une aide sont les suivantes :
- L’information technique et retours d’expérience
- Le réseau relationnel
- La valorisation et promotion des métiers du Contrôle Industriel
- La recherche de compétences
- La participation à l’effort de normalisation
- Le développement de domaines mal ou non couverts

Vis-à-vis des associations elles-mêmes, les professionnels attendent :
- Une vision claire des services proposés par les associations
- Des actions coordonnées et clairement annoncées
- La prise en compte des adhésions multiples dans la tarification